# .ru
.ru je internetová národní doména nejvyššího řádu pro Rusko.
Registrátor také spravuje doménu .su, která byla v roce 1990 přidělena záhy se rozpadnuvšímu Sovětskému svazu.
Doména se těší velkému zájmu a je hojně rozšířena v Rusku.
Od 13. května 2010 je k dispozici také doména v podobě IDN pro ruské (cyrilicí psané) stránky .рф (.rf podle Ruská federace). Pro použití v Domain Name System je její ASCII tvar pomocí Punycode xn--p1ai.